# Jajko i ja
Jajko i ja – humorystyczny pamiętnik autorstwa Betty MacDonald. Opowiada o przygodach i codziennych trudach autorki – młodej żony, na kurzej farmie znajdującej się na odludziach Półwyspu Olimpijskiego w stanie Waszyngton.
Po raz pierwszy wydana w 1945 w Stanach Zjednoczonych z miejsca odniosła gigantyczny sukces. Już po miesiącu od pojawienia się książki na półkach, konieczny był dodruk i kontynuowany był przez kolejne dwa lata. Rok później wytwórnia Universal Studios zakupiła prawa do ekranizacji filmowej (główne postacie w filmie zagrali Fred MacMurray i Claudette Colbert). 12 września 1946 specjalna, milionowa kopia „Jajko i ja” została ofiarowana autorce przez gubernatora stanu Waszyngton, Monrada Wallgrena. Książka doczekała się również krótkiego serialu z Patricią Kirkland w roli głównej, oraz Nancy Carroll jako jej matka (Carroll była również prawdziwą matką Kirkland). Książka i film były również inspiracją dla twórców dziesięcioodcinkowej serii Ma and Pa Kettle z Marjorie Main i Percy Kilbride.
Książka opowiada o doświadczeniach autorki związanych z pracą i życiem na małej kurzej farmie niedaleko Chimacum w północno-zachodniej części stanu Waszyngton. Na wstępie opowiada o dzieciństwie narratorki by następnie skupić się na latach 1927-1931 i przenosinach wraz z pierwszym mężem Robertem Heskettem, z domu rodzinnego w „wielkim mieście” do opuszczonej farmy z dala od cywilizacji, u podnóża Gór Olimpijskich. Książka pełna jest antropomorfizacji, barwnych opisów i komentarzy. Język, momentami infantylny, jest bardzo plastyczny i poetycki, dodatkowo okraszony dużą dozą humoru. Podczas wizyty u rodziny w Seattle, Betty opowiedziała o swych codziennych udrękach i troskach, czym bardzo wszystkich rozbawiła. W 1940 siostry MacDonalds w końcu namówiły ją, by napisała książkę opowiadającą o swych doświadczeniach – tak powstało Jajko i ja, jej pierwsza książka.
Następstwem wielkiego sukcesu książki i filmu były pozwy sądowe wniesione przez mieszkańców Chimacum. Twierdzili oni, że postaci w Jajku... zostały stworzone w oparciu o nich oraz że zostali w swojej społeczności zidentyfikowani jako odpowiednicy tych postaci w świecie rzeczywistym, co wystawiło ich na pośmiewisko i liczne poniżenia. Rodzina Alberta i Susanny Bishop sprzeciwili się sportretowaniu ich negatywnie, jako Kettleowie (z ang. Czajnikowie, Czajniki). Ich najstarszy syn Edward wraz z żoną Ilah, również wnieśli własny pozew, odrzucony jednak ze względu na nieuiszczenie opłat sądowych.
Kolejny pozew wniesiono przeciwko wydawcy, firmie J. B. Lippincott oraz sklepowi The Bon Marché, który zajmował się dystrybucją książki. Wniosło go wspólnie dziewięciu pozostałych członków rodziny Bishop oraz Raymond H. Johnson, w książce przedstawiony jako Indianin „Geodak”. Szkodę wyliczono na ogólną kwotę 975 000 USD (100 000 USD każdy z członków rodziny i $75 000 USD – Johnson). Sprawa trafiła na wokandę 6 lutego 1951. MacDonald zeznała, że postaci z jej książki były zestawem szkiców osobowości różnych postaci jakie poznała. Obrona jako dowód, że rodzina Bishopów stara się tylko ugrać pieniądze na popularności książki i filmu, przedstawiła zeznania świadków widzących jak jeden z synów – Walter Bishop wykonał pokaz ze swym ojcem w roli głównej w miejscowości Belfair w stanie Waszyngton, w lokalnym klubie. Albert wystąpił tam z kurczakami pod pachami, syn przedstawił go zaś jako „Pa Kettle”. Cztery dni później ława przysięgłych orzekła wyrok na korzyść pozwanych.
Obecnie droga prowadząca na zachód od Beaver Valley Road (Droga Stanowa nr 19) do lokalizacji farmy MacDonaldów, nosi obecnie nazwę Egg and I Road. W popkulturze „The Egg and I” jest również tytułem piosenki wykonywanej przez The Seatbelts do anime Cowboy Bebop.